# Arne Heise
Arne Heise (* 23. April 1960 in Bremen) ist Professor für Finanzwissenschaft am Fachbereich Sozialökonomie der Universität Hamburg. Seine Arbeitsschwerpunkte sind Makroökonomie, Wirtschaftspolitik sowie die Europäische Integration.

## Biografie
Nach dem Abitur und einer anschließenden Ausbildung zum Bankkaufmann bei der Deutsche Bank AG begann Heise ein Studium der Wirtschaftswissenschaften an der Universität Bremen sowie der Universität Manchester, welches er 1986 mit sehr gutem Ergebnis abschloss. Im gleichen Jahr begann er an der Universität Bremen mit seiner Promotion, die er im Jahr 1990 mit der Benotung "summa cum laude" beendete. Nach der Habilitation im Jahr 1998 war er Privatdozent an der Universität Bremen. Nach mehreren Stellen als Gastwissenschaftler und Professor ist er seit 2002 Universitätsprofessor für Finanzwissenschaft an der Hamburger Universität für Wirtschaft und Politik, dem Department für Wirtschaft und Politik (DWP) der Universität Hamburg, seit 2009 Fachbereich Sozialökonomie. Er ist seit 2007 gewähltes Mitglied der Gelehrtengesellschaft Leibniz-Sozietät der Wissenschaften zu Berlin.
Heise ist Mitglied des wissenschaftlichen Beirats von Attac.
2018 war er Gründungsmitglied der Bürgerbewegung Finanzwende.

## Werke
- Arbeit für Alle – Vision oder Illusion? – Zu den Bestimmungsgründen der Beschäftigungsentwicklung in der Bundes Republik Deutschland während der letzten beiden Dekaden. Metropolis-Verlag, Marburg 1996.

- Grenzen der Deregulierung: Institutioneller und struktureller Wandel in Großbritannien und Deutschland. edition sigma Rainer Bohn Verlag, Berlin 1999.

- Makropolitik zwischen Nationalstaat und Europäischer Union. Hg. Arne Heise, Metropolis Verlag, Marburg 1999.

- Dreiste Elite: Zur Politischen Ökonomie der Modernisierung.VSA-Verlag, Hamburg 2003.

- Arbeitslosigkeit und Ungleichheit in verschiedenen Kapitalismusmodellen. In: Arbeit. Zeitschrift für Arbeitsforschung, Arbeitsgestaltung und Arbeitspolitik, Heft 4, 15. Jg., S. 273–289, 2006.

- Einführung in Wirtschaftspolitik: Grundlagen, Institutionen, Paradigmen.LIT Verlag, Berlin 2010.
- zusammen mit Hendrike Sander und Sebastian Thieme: Das Ende der Heterodoxie?: Die Entwicklung der Wirtschaftswissenschaften in Deutschland. Springer Verlag, 2016, ISBN 978-3-658-14907-9.